# Mănăstirea minoriților din Lugoj
Mănăstirea minoriților din Lugoj este un ansamblu de monumente istorice aflat pe teritoriul municipiului Lugoj.
Ansamblul este format din două monumente:
- Biserica fostei mănăstiri a minoriților (cod LMI TM-II-m-A-06254.01)
- Claustrul fostei mănăstiri a minoriților (cod LMI TM-II-m-A-06254.02)